# 38 męczenników albańskich
38 męczenników albańskich (znani również jako Vinçenc Prennushi i 37 towarzyszy) – grupa 38 albańskich męczenników, zamordowanych w latach 1945–1974, ofiary nienawiści do wiary (łac. odium fidei) – duchownych Kościoła katolickiego i wiernych świeckich, beatyfikowanych 5 listopada 2016.
38 osób, których objął proces beatyfikacyjny, było ofiarami prześladowań komunistycznych w Albanii po 1945, w czasie których, zgodnie z szacunkami, zginęło kilkuset przedstawicieli duchowieństwa i nieokreślona liczba wiernych świeckich. Po upadku komunizmu w 1991 zaistniała potrzeba zatwierdzenia kultu części z nich.
10 listopada 2002 w katedrze Świętego Szczepana w Szkodrze w obecności kard. Crescenzio Sepe uroczyście rozpoczęto etap diecezjalny procesu beatyfikacyjnego, który trwał do 8 grudnia 2010.
Beatyfikacja męczenników została zaaprobowana przez papieża Franciszka 26 kwietnia 2016. Uroczystości odbyły się 5 listopada 2016 roku w Szkodrze, a przewodniczył im w imieniu papieża kardynał Angelo Amato. 
Poniższa tabela przedstawia imiona i nazwiska błogosławionych wyniesionych do chwały ołtarzy.
| Imię i nazwisko        | Data urodzenia | Data śmierci | Miejsce urodzenia   | Miejsce śmierci |
| ---------------------- | -------------- | ------------ | ------------------- | --------------- |
| bp. Vinçenc Prennushi  | 1885           | 1949         | Szkodra             | Durrës          |
| ks. Alfons Tracki      | 1896           | 1946         | Bliszczyce          | Szkodra         |
| ks. Aleksandër Sirdani | 1891           | 1948         | Gurëz               | Szkodra         |
| ks. Ndre Zadeja        | 1891           | 1945         | Szkodra             | Szkodra         |
| ks. Anton Muzaj        | 1921           | 1948         | Vrnavokolo          | Szkodra         |
| ks. Anton Zogaj        | 1908           | 1948         | Kthellë të Mirditës | Durrës          |
| o. Bernardin Palaj OFM | 1894           | 1946         | Shllak              | Szkodra         |
| o. Daniel Dajani SJ    | 1906           | 1946         | Blinisht            | Szkodra         |
| ks. Dedë Maçaj         | 1920           | 1947         | Mal të Jushit       | Përmet          |
| ks. Dedë Malaj         | 1917           | 1959         | Mali Kolaj          | Szkodra         |
| ks. Ejëll Deda         | 1917           | 1947         | Szkodra             | Szkodra         |
| bp. Frano Gjini        | 1886           | 1948         | Szkodra             | Szkodra         |
| ks. Frano Mirakaj      | 1916           | 1946         | Iballë              | Szkodra         |
| Gjelosh Lulashi        | 1925           | 1946         | Shosh               | Szkodra         |
| ks. Jak Bushati        | 1890           | 1949         | Szkodra             | Lezha           |
| o. Giovanni Fausti SJ  | 1899           | 1946         | Brozzo              | Szkodra         |
| o. Gjon Shllaku OFM    | 1907           | 1946         | Szkodra             | Szkodra         |
| ks. Josef Marxen       | 1906           | 1946         | Worringen           | Tirana          |
| ks. Josif Mihali       | 1912           | 1948         | Elbasan             | Maliq           |
| o. Jul Bonati SJ       | 1874           | 1951         | Szkodra             | Durrës          |
| o. Karol Serreqi OFM   | 1911           | 1954         | Szkodra             | Burrel          |
| ks. Lazër Shantoja     | 1892           | 1945         | Szkodra             | Tirana          |
| Maria Tuci             | 1928           | 1950         | Ndërfushaz          | Szkodra         |
| kl. Mark Çuni          | 1919           | 1946         | Bushat              | Szkodra         |
| ks. Marin Shkurti      | 1933           | 1969         | Samrish             | Szkodra         |
| o. Mati Prennushi OFM  | 1881           | 1948         | Szkodra             | Szkodra         |
| ks. Mikel Beltoja      | 1935           | 1974         | Beltojë             | Tirana          |
| o. Ndoc Suma OFM       | 1887           | 1958         | Sumë                | Pistull         |
| Qerim Sadiku           | 1919           | 1946         | Vusanje             | Szkodra         |
| o. Serafin Koda OFM    | 1893           | 1947         | Janjevë             | Lezha           |
| ks. Shtjefën Kurti     | 1898           | 1971         | Prizren             | Fushë-Kruja     |
| ks. Luigj Prendushi    | 1896           | 1947         | Szkodra             | Shelqet         |
| o. Gjon Pantalia SJ    | 1887           | 1947         | Prizren             | Szkodra         |
| ks. Mark Xhani         | 1914           | 1947         | Mirditë             | Shën Pal        |
| o. Çiprian Nika OFM    | 1900           | 1948         | Szkodra             | Szkodra         |
| ks. Pjetër Çuni        | 1914           | 1948         | Szkodra             | Szkodra         |
| o. Kasper Suma OFM     | 1897           | 1950         | Szkodra             | Szkodra         |
| ks. Dedë Plani         | 1891           | 1948         | Szkodra             | Szkodra         |